# LIM-49A Spartan
Il LIM-49A Spartan era un missile anti-balistico sviluppato dalle aziende statunitensi Western Electric Company e McDonnell Douglas negli anni settanta ed adottato dal United States Army nell'ambito del Safeguard Program.

## Storia

### Sviluppo
Nel 1955 la US Army iniziò gli studi per realizzare un missile terra-aria sviluppato dal MIM-14 Nike Hercules da utilizzare nel ruolo di intercettore di velivoli supersonici e missili balistici. Il progetto, che inizialmente era conosciuto con il nome provvisorio di Nike II, il 15 novembre 1956 assunse la designazione ufficiale Nike Zeus.
Il Nike Zeus era molto simile al suo predecessore, dotato di propulsione a razzo a due stadi allo stato solido e di un simile sistema di guida, e se ne distingueva essenzialmente per la testata adottata, una bomba all'idrogeno della potenza pari a 20 kt. Le limitazioni imposte dallo US Department of Defense (DOD) in una direttiva del dicembre 1956 imponevano che gli armamenti in dotazione alla US Army non potessero superare la gittata di 320 km (200 mi) ma il lancio del satellite artificiale sovietico Sputnik 1, effettuato il 4 ottobre 1957, mise in allarme l'apparato difensivo statunitense rendendo palese la capacità sovietica di operare con missili di grande gittata. Come conseguenza la precedente direttiva venne revocata in favore di una meno restrittiva, permettendo di sviluppare ulteriormente il sistema d'arma che poteva ora raggiungere quote suborbitali e consentendo una difesa da possibili attacchi balistici sovietici.
La nuova arma, inizialmente designata Zeus B per distinguerla con la precedente Zeus (indicata anche come Zeus A), iniziò lo sviluppo nei primi anni sessanta assumendo nel 1963 la designazione DOD XLIM-49A; X era genericamente riferito ad un prototipi realizzato a scopo di ricerca, o comunque provvisorio, L identificava il vettore, in questo caso un silo terrestre, I lo definiva come intercettore ed M era identificativo di missile..
Il missile aveva acquisito un terzo stadio, sempre a combustibile solido, ed una più potente testata all'idrogeno W-71 della potenza di 5 Mt. All'atto dell'intercettazione dell'obiettivo gli effetti della testata erano indirizzati più all'emissione di raggi X atti a colpire gli apparati elettronici del missile balistico più che alla sua distruzione fisica, soluzione che aggirava la necessità di una accurata precisione alla ricerca dell'impatto.

### Impiego operativo
Lo Spartan rimase operativo solo per pochi mesi, dall'ottobre 1975 ai primi mesi del 1976.
Venne disattivato, assieme allo Sprint, a causa di una combinazione tra gli alti costi di gestione ed i trattati SALT I atti a limitare la proliferazione degli armamenti strategici. Inoltre c'era il rischio che l'esplosione della sua testata nucleare in alta quota disabilitasse buona parte degli apparecchi elettronici degli USA.

## Descrizione tecnica
Il LIM-49A Spartan era un razzo multistadio a combustibile solido da installazione fissa (silo) equipaggiato con una testata termonucleare da 5 Mt.

## Utilizzatori
Stati Uniti
- United States Army